# چابا هوروات
چابا هوروات (انگلیسی: Csaba Horváth؛ زادهٔ ۷ ژوئن ۱۹۷۱) قایقران کانو اهل مجارستان بود.